# カール・デイヴィス
カール・デイヴィス（Carl Davis、CBE、1936年10月28日 - 2023年8月3日）は、アメリカ合衆国ニューヨーク州ニューヨーク生まれの映画音楽の作曲家、指揮者。

## 略歴
ポール・ノードフ、ヒューゴ・コーダー、ペア・ノアゴーに作曲を学ぶ。バード大学に通った後、アメリカで活動していたが、イギリスを本拠地として活躍するようになる。『フランス軍中尉の女』（1981年）、『チャンピオンズ』（1984年）、『レインボウ』（1989年）など多くの映画音楽の作曲を手がけている。
また指揮者としてもロンドン・フィルハーモニー管弦楽団、ロイヤル・フィルハーモニー管弦楽団などと共演。特にロイヤル・リヴァプール・フィルハーモニー管弦楽団のサマー・ポップス・シーズンの芸術監督と指揮を8年間にわたり務めた。
1991年にポール・マッカートニーと『リヴァプール・オラトリオ』を共作、これを指揮したことでも有名である。また、チャップリン映画の生演奏上映用に膨大に残された映画録音用の楽譜を元に、一部を変えて採譜した。これは大評判となりCDも発売された。
2023年8月3日、イングランド・オックスフォードの病院にて脳出血とその合併症のために死去したことが明らかにされた。86歳没。